# مرغرش
مرغرش هي قرية في مقاطعة أرومية، إيران. عدد سكان هذه القرية هو 48 في سنة 2006.